# Echoes
«Echoes» és una cançó del grup britànic Pink Floyd, que inclou llargs passatges instrumentals, efectes de so i improvisacions. Escrita pels quatre membres de la banda (Roger Waters, Richard Wright, David Gilmour i Nick Mason), «Echoes» posa un extens final a l'àlbum Meddle. El tema dura 23 minuts i mig i ocupa tota la cara B del disc de vinil original. Està àmpliament considerada com una de les composicions més ambicioses i musicalment més variades de la banda.
Apareix també en una versió reduïda com el cinquè tema de la recopilació que va prendre el seu mateix nom, Echoes: The Best of Pink Floyd. «Echoes» és la tercera cançó més llarga de Pink Floyd, després d'«Atom Heart Mother» (23:44) i els segments combinats de «Shine On You Crazy Diamond» (26:11). A diferència d'aquelles, no està explícitament dividida en parts; tanmateix la composició va ser originalment creada a partir de fragments separats i posteriorment dividida en dues parts per servir com obertura i tancament del film Live at Pompeii.

## Composició
La cançó comença amb un únic so, un distintiu "ping" tocat per Wright al piano, resultat d'un experiment realitzat al principi de les sessions de Meddle amplificant el segon Si més alt del teclat i enviant el senyal a través d'un Altaveu Leslie. El resultat és un agut encara que fluid so que evoca d'alguna forma un sonar.

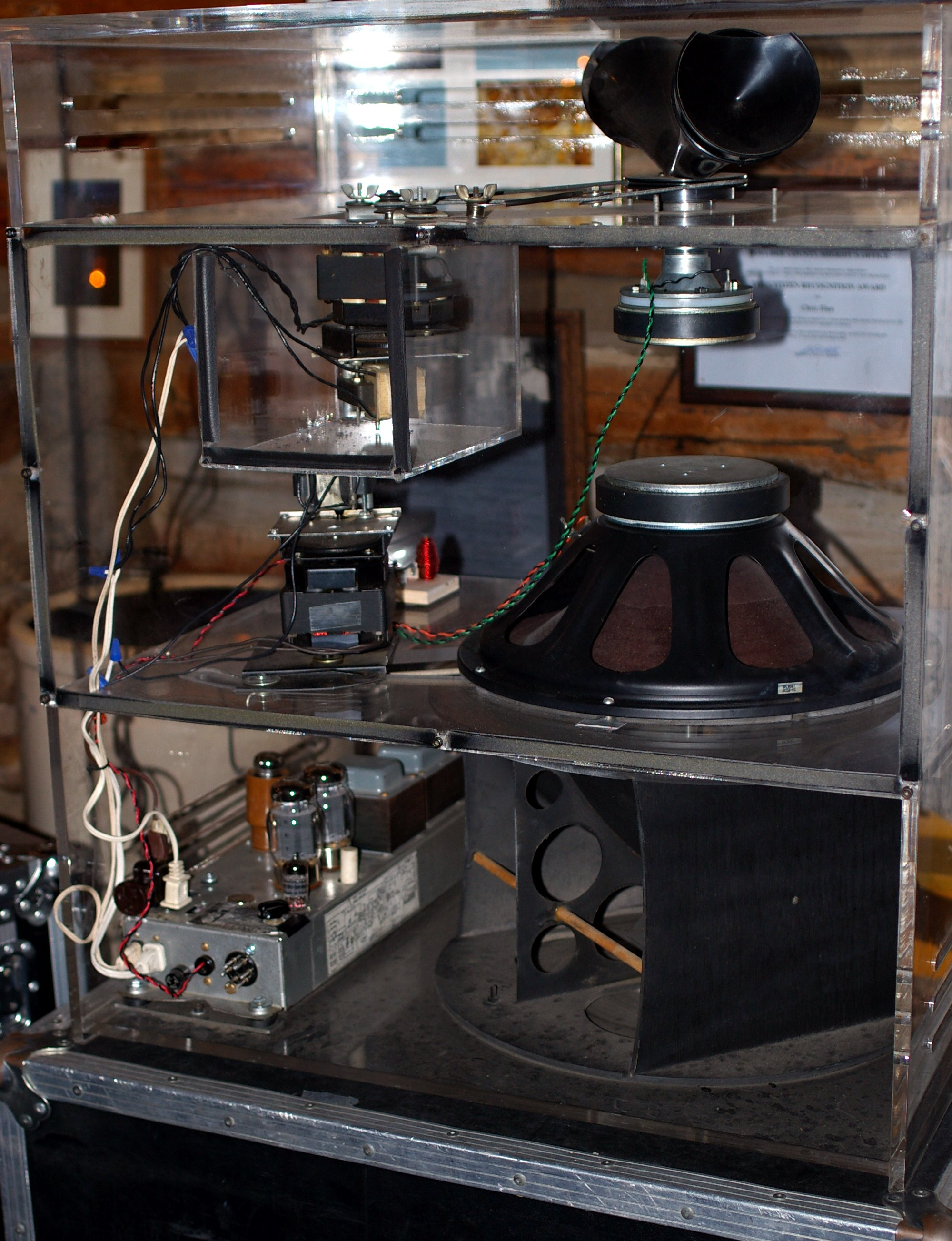
Altaveu Leslie.

Wright continua amb una improvisació de piano, principalment en el registre alt (encara a través del Leslie), que gradualment articula el Do# menor típic del tema. Gilmour entra després amb un suau i moderat solo de guitarra, utilitzant expressives combinacions de cordes. Així que la introducció avança entren el baix seguit per la bateria i, a continuació, l'òrgan Hammond.
La lletra inicial, interpretada en harmonia per Gilmour i Wright, porten a l'auditor a un ambient eteri de mirar-se la vida. Cada vers segueix el patró de tres estrofes, amb les primeres dues seguint la seqüència Do#m, Sol#m, Fa#m, Sol#m, mentre l'última va al paral·lel major Do♯M. Entre versos, Gilmour alterna entre riffs cromàtics de Do# i La.
Després del segon vers segueix un solo de guitarra que incorpora moltes de les combinacions característiques de Gilmour, incloent l'ús de múltiples guitarres superposades. Finalment aquesta part dona lloc a la primera secció de la cançó, quan els solos i riffs de fons són reemplaçats per un ritme gairebé funk amb baix i percussió plans.
Un altre solo de guitarra comença de seguida, fent ús de distorsió, feedback, wah-wahs i trèmolos, el que simula l'ús d'una slide guitar. Wright toca breus frasejos al seu orgue Hammond, elevant lentament la intensitat. Aquests complements d'òrgan, juntament amb el ritme de baix i bateria, comencen a prendre protagonisme alhora que la guitarra es fa cada vegada més distant i entra el so de vent com al principi de l'àlbum.